# Der SpongeBob Schwammkopf Film
Der SpongeBob Schwammkopf Film ist der erste Zeichentrick-Kinofilm zu der Trickserie SpongeBob Schwammkopf. Der Film entstand 2004 unter der Regie von Stephen Hillenburg. Am 19. Februar 2015 lief die Fortsetzung des Films, SpongeBob Schwammkopf 3D, in den deutschen Kinos an.

## Handlung
SpongeBob erwartet die Beförderung zum Manager der Krossen Krabbe 2, einer Filiale von Mr. Krabs’ beliebtem Restaurant. Zu seiner Enttäuschung wird jedoch nicht er befördert, sondern sein Kollege Thaddäus Tentakel. Dem am Boden zerstörten Schwamm erklärt Mr. Krabs, er sei zu kindisch und habe zu wenig Verantwortungsbewusstsein.
Der Schurke Plankton hat indes einen Plan vorliegen, um – wie in mehreren Episoden der Serie – nicht nur an die geheime Krabbenburger-Formel zu gelangen, sondern auch die Weltherrschaft an sich zu reißen. Dafür stiehlt er die Krone von Neptun, dem Herrscher der Meere, und schiebt die Tat mit einem fingierten Schreiben Mr. Krabs in die Schuhe. Neptun sucht Mr. Krabs in der Krossen Krabbe 2 auf. Prinzessin Mindy, die Tochter Neptuns, kann ihren Vater in letzter Sekunde stoppen, Mr. Krabs „einzuäschern“. SpongeBob, der sich am Vorabend mit Patrick beim Feiern übernommen hat, betritt die Krosse Krabbe 2 und verhandelt mit Neptun: Dieser ist einverstanden Mr. Krabs zu verschonen, solange SpongeBob die Krone binnen sechs Tagen wieder bringt.
Neptun behält Mr. Krabs als Pfand und friert diesen ein. Währenddessen stiehlt Plankton das geheime Rezept der Krabbenburger, die er in seinem Geschäft produziert und verkauft. Zudem verteilt er Mülleimerhelme, mit welchen er die Gehirne der Leute kontrollieren kann und versklavt diese. 
Patrick und SpongeBob begeben sich auf eine Abenteuerreise, müssen aber immer wieder erkennen, dass beide ein kindliches Verhalten an den Tag legen. Zudem werden sie von dem Schläger Dennis verfolgt, den Plankton engagiert hat, um sie aufzuhalten. Zahlreiche gruselige Meeresbewohner stellen sich den beiden in den Weg. Oft rettet sie das Glück, doch schließlich ihre Freundschaft aus der größten Gefahr.
Nachdem sie die Krone Neptuns gefunden haben, können SpongeBob und Patrick mit der Hilfe des Rettungsschwimmers Hasselhoff diese kurz vor Ablauf der Frist wieder an Neptun überreichen. Doch Plankton hat noch ein Ass im Ärmel und Neptun bekommt einen der Mülleimerhelme aufgesetzt. Plankton befiehlt Neptun, seine Tochter Mindy, und SpongeBob und Patrick zu verbrennen, doch vorher verspottet und beschimpft er SpongeBob. SpongeBob singt laut das „Taube Nüsschen Lied“ und verwandelt sich in einen Zauberer. Aus SpongeBobs Gitarre schießen blaue Strahlen, die die Mülleimerhelme zerstören. Ganz Bikini Bottom wird von SpongeBob befreit. Plankton wird verhaftet, Neptun entschuldigt sich bei Mr. Krabs und lobt SpongeBob. SpongeBob erhält als Belohnung für die Rettung von Mr. Krabs die Beförderung zum Manager der Krossen Krabbe 2.

## Adaption
Der offizielle Roman zum Film wurde von Marc Cerasini geschrieben und erschien 2005 im Egmont Ehapa Verlag, ISBN 978-3-8025-3431-7.

## Produktion
Im Film verlassen SpongeBob und Patrick auch für kurze Zeit die Unterwasserwelt. Die Szenen an Land sind als Realfilm in Kalifornien gedreht worden. Der Schauspieler David Hasselhoff (siehe Baywatch) hat außerdem einen Cameo-Auftritt als Rettungsschwimmer, der die beiden Helden zurück nach Bikini Bottom bringt.
Bei dem Lied „Ich bin ein taubes Nüsschen“, welches am Ende des Films gesungen wird, handelt es sich um eine umgetextete Fassung von „I wanna Rock“ der Band Twisted Sister. Dabei wurde z. B. statt des Refrains „I wanna Rock (Rock) – I want to Rock (Rock) – I wanna Rock (Rock)“ bei der SpongeBob-Fassung immer „Ich bin ein taubes Nüsschen (Rock) – Du bist ein taubes Nüsschen (Rock) – Wir alle sind taube Nüsschen (Rock)“ gesungen.
Das Budget betrug rund 30 Millionen US-Dollar. Das weltweite Einspielergebnis war rund 140 Millionen US-Dollar.

## Synchronisation
Die Interopa Film GmbH in Berlin führte die Synchronisation durch. Mike Betz schrieb das Dialogbuch, Stefan Fredrich führte die Dialogregie.
| Figur                                               | Originalsprecher   | Deutscher Synchronsprecher |
| --------------------------------------------------- | ------------------ | -------------------------- |
| SpongeBob Schwammkopf                               | Tom Kenny          | Santiago Ziesmer           |
| SpongeBob Schwammkopf, Gesang Taube Nüsschen (Rock) | Jim Wise           | Friedemann Benner          |
| Patrick Star                                        | Bill Fagerbakke    | Marco Kröger               |
| Thaddäus Tentakel                                   | Rodger Bumpass     | Eberhard Prüter            |
| Mr. Eugene H. Krabs                                 | Clancy Brown       | Jürgen Kluckert            |
| König Neptun                                        | Jeffrey Tambor     | Hans-Werner Bussinger      |
| Prinzessin Mindy                                    | Scarlett Johansson | Marie Bierstedt            |
| Dennis                                              | Alec Baldwin       | Tilo Schmitz               |
| Sandy Cheeks                                        | Carolyn Lawrence   | Cathlen Gawlich            |
| Sheldon J. Plankton                                 | Mr. Lawrence       | Thomas Petruo              |
| Karen                                               | Jill Talley        | Antje von der Ahe          |
| David Hasselhoff                                    | David Hasselhoff   | Andreas von der Meden      |
| Gary                                                | Tom Kenny          | Tom Kenny/Santiago Ziesmer |

## Kritiken
„Der vergnügliche Zeichentrickfilm schickt die kindlich-kindischen Cartoon-Helden auf die Suche nach wahrer Männlichkeit, stimmt am Ende aber ein Loblieb auf zwangfreie Ausgelassenheit an. Dramaturgisch und inhaltlich manchmal etwas holprig, dafür aber mit viel Liebe fürs Detail animiert.“

„Kinder und Kindsköpfe machen sich dabei vor Lachen nass. Fazit: Nach ‘Findet Nemo’ ein neuer bunter Meilenstein des surrealen Unterwasserfilms.“

## Auszeichnungen
- Nominierung für den 32. Annie Award der International Animated Film Society, Kategorie Bester Film.
- Einen scherzhaften Preis für „Best Chemistry“ vergab The Seattle Times für die aufregende Männerfreundschaft zwischen SpongeBob und David Hasselhoff.[12]